# Préposti kastély (Tépe)
A tépei préposti kastély a Hajdú-Bihar vármegyei Tépén található. Az 1950-es megyerendezés előtt Bihar vármegyében helyezkedett el.

## Az épület története
A nagyváradi káptalan egykori préposti kastélyát 1820-ban klasszicizáló késő barokk stílusban építették. Messziről látható jellegzetes kör alapú, négy ablakszintes karcsú tornya, amit barokkos bádogfedésű sisak zár. Fő homlokzatán jelzésszerű rizalit látható, melyen az egyenes záródású ablakok fölé köríves szemöldökpárkány került. Szintjeit az épületen körbefutó erős párkány választja el. 
A II. világháború utána helyi tsz elnök lakásának rendezték be, majd agronómus mérnökök lakták. A kastélyban a felújítás után, 1962 decemberében 50 fős férfi szociális otthont hoztak létre. 1968-ban, az átszervezések után tüdőbetegek szociális otthonaként működött, aminek következtében teljesen kicserélődtek a lakókkal együtt a betegségtől tartó dolgozók is. 
1971-től értelmi fogyatékosok pszichiátriai otthona.

## A kastély jelene
A patinás épületben jelenleg bentlakásos szociális otthon működik. Az otthonban jelenleg nyolcvanan laknak, ebből huszonketten fogyatékossággal élnek, ötvennyolcan pedig pszichiátriai- és szenvedélybetegek.